# Manhunt (серія відеоігор)
Manhunt — серія стелс-відеоігор, розроблена Rockstar North та декількома іншими студіями видавця Rockstar Games. Серія почалася 2003 року з випуску Manhunt та завершилася 2007 року з випуском Manhunt 2. Станом на 26 березня 2008 року франшиза Manhunt була продана тиражем 1,7 мільйона копій по всьому світу.
Ігровий процес являє з суміші елементів стелсу та виживальних жахів, у який грають від перспективи третьої особи. Ігровий процес серії ігор викликав суперечки через занадто жорстоке графічне насильство. Ігри мають форму серії-антології, як і багато інших ігор Rockstar, тому сюжети ігор серії не пов'язані між собою. Обидві гри зосереджені на головних героях із темним минулим, які повинні спробувати втекти з особливо небезпечної та збоченої ситуації.